# Honda Freed
A Freed é uma minivan compacta da Honda.